# جورج آرثر فورست
جورج آرثر فورست هو رائد أعمال بلجيكي، ولد في 1940 في لوبومباشي في جمهورية الكونغو الديمقراطية.